# Sia Niskios
Sia Niskios (* 1974 in Tübingen) ist eine in Deutschland aufgewachsene Schauspielerin griechischer Herkunft.

## Leben
Während ihrer Schulzeit sammelte Niskios bereits erste Erfahrungen bei Freilichtinszenierungen des Theaters Lindenhof in Melchingen und nahm 1991 mit dessen Schultheatergruppe beim Theatertreffen der Jugend teil. Von 1998 bis 2001 besuchte sie die Berliner Schule für Schauspiel. Niskios lebt und arbeitet seitdem in Berlin. Sie ist Ensemblemitglied des Theaters Marameo Potsdam.

## Theater (Auswahl)
- 2010: Der Schuhu und die fliegende Prinzessin v. Peter Hacks, Rolle Mutter, Regie: Patrick Schimanski, Concordia Bremen[3]
- 2009: Jagdszenen in Niederbayern, Martin Sperr Rolle: Maria Regie: Peter Dorsch, Concordia Bremen[4]
- 2009: Des Lebens Melodie, Theatralische Performance, Rolle: Wittie, Club der polnischen Versager Berlin
- 2009: Eve Integration, Rolle: Schatzi, Regie: Esther Urbanski, Pathos Transport Theater München

## Filmografie
- 2008: Tatort Hart an der Grenze Regie: Elmar Fischer
- 2007: Post Mortem Notwehr Rolle: Sabine Roetsch, Regie Elmar Fischer
- 2006: Dornröschen erwacht Rolle: Pflegerin, Regie Elmar Fischer